# Coupe du monde des clubs de beach soccer
La Coupe du monde des clubs de beach soccer, plus connue sous le nom de Mundialito de Clubes, est une compétition annuelle de beach soccer disputée entre les meilleurs clubs masculins du monde.

## Histoire
Lancée en 2011 par la Beach Soccer Worldwide et Koch Tavares sous le nom portugais de Mundialito de Clubes, la Coupe du monde des clubs est l'occasion de voir s'affronter les plus grands noms du beach soccer. La première édition a lieu du 20 au 27 mars 2011 sur la plage de Guarapiranga à São Paulo (Brésil). Beaucoup de clubs manifestent leur intérêt à participer à ce premier acte et la BSWW a recours à un processus de sélection en prenant garde de conserver les noms les plus importants du panorama international.

## Palmarès

### Par édition
| Année | Vainqueur        | 2e            | 3e            |
| ----- | ---------------- | ------------- | ------------- |
| 2011  | Vasco da Gama    | Sporting CP   | Flamengo      |
| 2012  | Lokomotiv Moscou | Flamengo      | Vasco da Gama |
| 2013  | Corinthians      | Flamengo      | Vasco da Gama |
| 2015  | FC Barcelone     | Vasco da Gama | Al-Ahli       |
| 2017  | Lokomotiv Moscou | Pars Jonoubi  | Corinthians   |
| 2019  | SC Braga         | Catania       | Flamengo      |

### Récompenses individuelles
| Édition | Meilleur joueur | Meilleur buteur              | Meilleur buteur | Meilleur gardien  |
| Édition | Meilleur joueur | Nom                          | Nbr             | Meilleur gardien  |
| ------- | --------------- | ---------------------------- | --------------- | ----------------- |
| 2011    | Pampero         | André                        | 16 buts         | Paulo Graça       |
| 2012    | Benjamin        | Madjer                       | 10 buts         | Vitaliy Sydorenko |
| 2013    | Mão             | Eudin                        | 7 buts          | Mão               |
| 2015    | Ozu             | Bokinha Datinha Lucão Nelito | 7 buts          | Jonathan Torohia  |
| 2017    | Nelito          | Igor                         | 7 buts          | Maksim Chuzhkov   |
| 2019    | Bê Martins      | Lucão                        | 12 buts         | Rafael Padilha    |

## Performance par club
| Équipe           | 2011     | 2012     | 2013     | 2015     | 2017 | 2019 | Victoire(s) | Podium(s) |
| ---------------- | -------- | -------- | -------- | -------- | ---- | ---- | ----------- | --------- |
| Lokomotiv Moscou | 4e       | 1er      | -        | -        | 1er  | 7e   | 2           | 2         |
| Vasco da Gama    | 1er      | 3e       | 3e       | 2e       | -    | -    | 1           | 4         |
| Corinthians      | Quarts   | Quarts   | 1er      | 1er tour | 3e   | -    | 1           | 2         |
| FC Barcelone     | Quarts   | Quarts   | 1er tour | 1er      | -    | -    | 1           | 1         |
| SC Braga         | -        | -        | -        | -        | -    | 1er  | 1           | 1         |
| Flamengo         | 3e       | 2e       | 2e       | 1er tour | 4e   | 3e   | -           | 4         |
| Sporting CP      | 2e       | 4e       | -        | 1er tour | 8e   | 5e   | -           | 1         |
| Pars Jonoubi     | -        | -        | -        | -        | 2e   | -    | -           | 1         |
| ASD Catania      | -        | -        | -        | -        | -    | 2e   | -           | 1         |
| Al-Ahli          | -        | 1er tour | 1er tour | 3e       | -    | -    | -           | 1         |
| Botafogo         | -        | -        | 4e       | -        | 6e   | -    | -           | -         |
| Fluminense       | -        | -        | -        | 4e       | -    | -    | -           | -         |
| Spartak Moscou   | -        | -        | -        | -        | -    | 4e   | -           | -         |
| Levante          | -        | -        | -        | 1er tour | 5e   | 6e   | -           | -         |
| Milan BS         | Quarts   | 1er tour | 1er tour | -        | -    | -    | -           | -         |
| Seattle Sounders | Quarts   | 1er tour | -        | -        | -    | -    | -           | -         |
| Boca Juniors     | 1er tour | Quarts   | -        | -        | -    | -    | -           | -         |
| Santos           | 1er tour | Quarts   | -        | -        | -    | -    | -           | -         |
| Rosario Central  | -        | -        | -        | -        | 7e   | -    | -           | -         |
| FC BATE Borisov  | -        | -        | -        | -        | -    | 8e   | -           | -         |
| São Paulo        | -        | 1er tour | -        | -        | -    | -    | -           | -         |
| CA Peñarol       | -        | -        | 1er tour | -        | -    | -    | -           | -         |